# Bernard Jumentier
Pour les articles homonymes, voir Jumentier.
Bernard Jumentier est un compositeur et maître de chapelle français, né à Lèves, près de Chartres, le 24 mars 1749 et mort à  Saint-Quentin le 17 décembre 1829.

## Biographie
Fils d'un vigneron aisé, huissier de la paroisse de Lèves, et petit-fils du tabellion et greffier de la même paroisse, destiné à l'état ecclésiastique par ses parents, Bernard Jumentier entre jeune au séminaire de Chartres pour y suivre ses études. Plus intéressé par la musique que par les ordres, il est placé selon son souhait dans la maîtrise de la cathédrale de Chartres, sous la direction de Michel Delalande (1739-1812), maître de musique de cette église depuis 1761. C'est donc en cette qualité d'« enfant de chœur » (enfant chantant dans le chœur) qu'il apprend le chant (dont le plain-chant) et plus généralement les principales disciplines musicales, parmi lesquelles l'harmonie, le contrepoint et la composition. Il est également formé à l'orgue et au clavecin.
Il n'a que dix-huit ans, en 1767, lorsqu'il devient maître de musique à Senlis avant de revenir à Notre-Dame de Chartres, dès 1768, comme chantre. Il exerça ensuite à Saint-Malo puis à la cathédrale de Coutances. À la fin de l'année 1776, il est nommé maître de chapelle de l'église collégiale et royale de Saint-Quentin. Il conservera cette maîtrise jusqu'à son décès en 1829, malgré une interruption d'une dizaine d'années, du fait de la Révolution française.
En 1783, il rédige son Traité du chant.
Cette même année, à Paris, le Concert Spirituel des Tuileries donna un « motet à grand chœur » de Jumentier, dont on ne connait pas le titre.
Disciple de Jean-Philippe Rameau et de Christoph Willibald Gluck, il avait fait entendre, de 1783 à 1787, quelques-uns de ses motets, à la chapelle de Louis XVI à Versailles, ainsi qu'à la cathédrale Notre-Dame de Paris. Ils furent appréciés, mais la progression de sa carrière fut brutalement empêchée par la Révolution de 1789. 
En 1793, lorsque les biens du chapitre canonial de Saint-Quentin furent confisqués et la maison des enfants de chœur saisie puis vendue comme bien national, il se retrouva, sinon sans ressources et sans asile, du moins assez gravement démuni (le Comité ecclésiastique révolutionnaire avait néanmoins accordé aux musiciens d'église une petite pension, calculée en fonction de leurs années d'exercice). Jumentier dût vivre alors en grande partie de leçons privées qu'il donna.

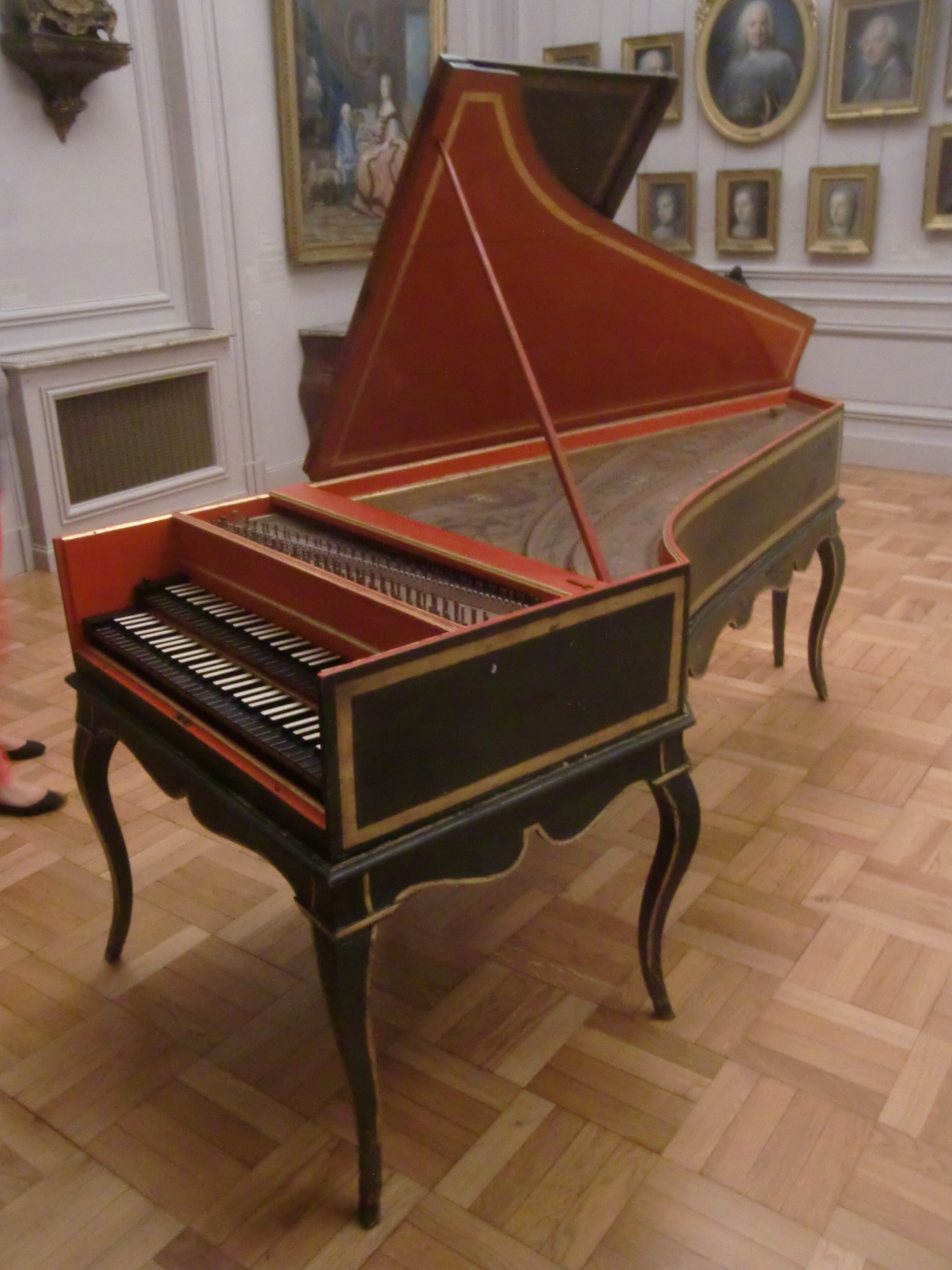
Clavecin de 1750
ayant appartenu à Bernard Jumentier

Pendant la Révolution, il écrivit aussi un opéra historique, Chloris et Médor, et quelques romances patriotiques. 
En 1802, à la réouverture des églises, il reprit, d'abord gratuitement, l'instruction des enfants de chœur. Il put les diriger ensuite jusqu'en 1825.
On sait aussi qu'une de ses messes (dédiée à Sainte-Cécile) fut donnée en 1812, avec grand succès, à l'église Saint-Eustache de Paris, sous la direction de Rodolphe Kreutzer.
Jumentier composa un grand nombre de morceaux de musique sacrée et un peu de musique profane. Ce qui reste de ses manuscrits originaux (après la dernière guerre) est conservé à la bibliothèque de Saint-Quentin (5 messes à 4 voix et 5 messes à 5 voix, 2 oratorios, 3 Te Deum, une centaine de motets et psaumes et 2 symphonies). On donna sa messe de Requiem lors de son enterrement.
Il existe des copies manuscrites de quelques-unes de ses compositions à la Bibliothèque nationale de France, dans le fonds du Conservatoire de Paris (6 psaumes, dont son De profundis).
Il était propriétaire du clavecin Stehlin de 1750, donné en legs et exposé au Musée Antoine-Lécuyer de Saint-Quentin, exemple éminent de la grande facture française du XVIIIe siècle.

## Postérité

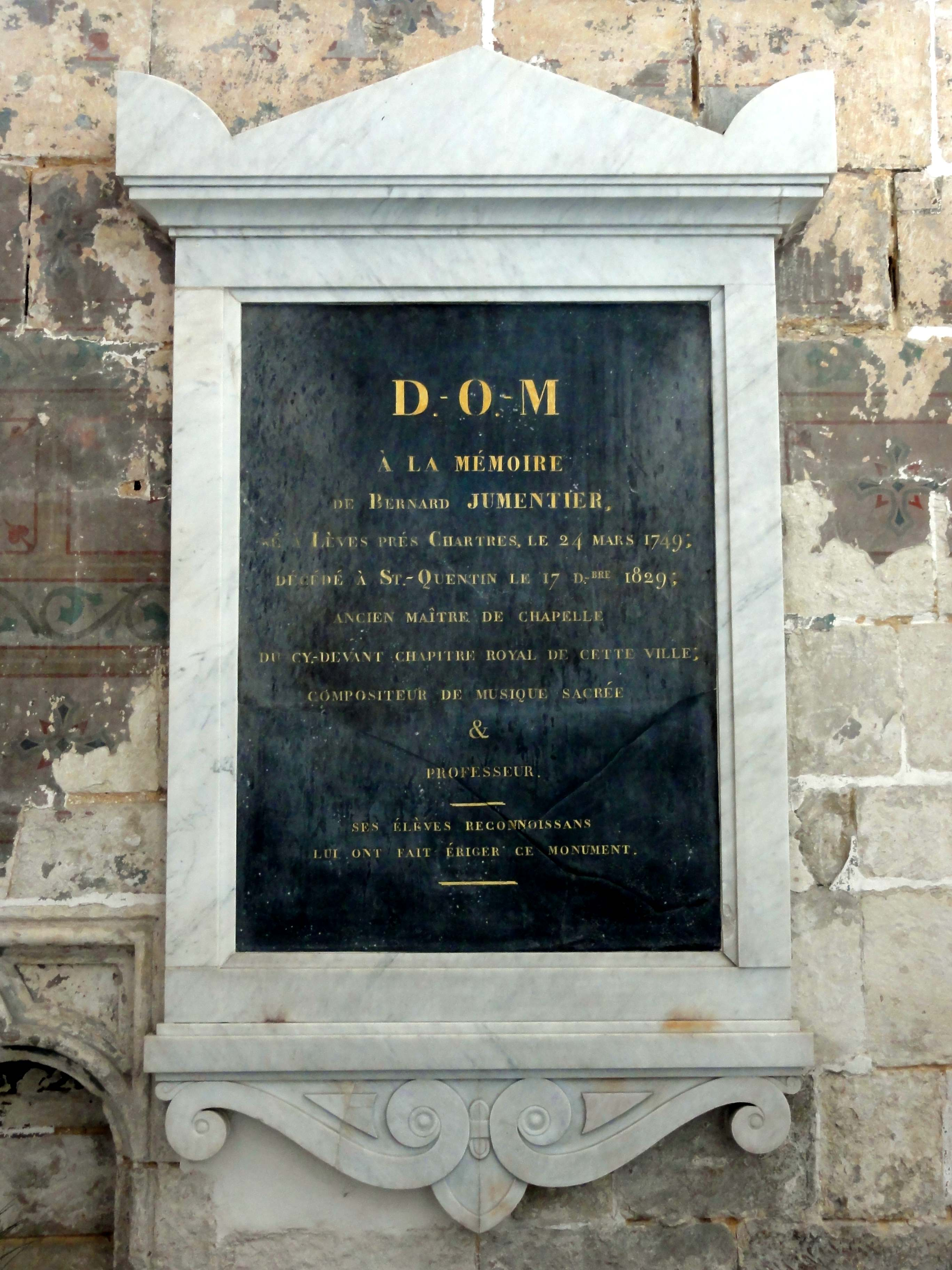
Monument commémoratif de Bernard Jumentier dans la basilique de Saint-Quentin.

- Une rue et une école de Saint-Quentin portent son nom.
- Une rue de Lèves porte son nom.
- Monument commémoratif à la basilique de Saint-Quentin.
- Son nom est sur la frise du plafond du théâtre municipal de Saint-Quentin.